# Phaea maccartyi
Phaea maccartyi är en skalbaggsart som beskrevs av Chemsak 2000. Phaea maccartyi ingår i släktet Phaea och familjen långhorningar. Inga underarter finns listade i Catalogue of Life.